# The Punkles
The Punkles fue una banda que interpretaba canciones de The Beatles en estilo punk. Se formaron en 1998 en Hamburgo, Alemania, y fue un proyecto paralelo de Prollhead!. 
Después de muchas giras por Europa, hicieron una gira con Beatallica en octubre de 2005 y en la primavera de 2006.  A diferencia de Beatallica, interpretaron las canciones de los Beatles "tal como son", cantando las mismas letras y tocando versiones de versiones de los originales, solo un "poco" más rápido y con un sentimiento punk. 
Tuvieron bastante éxito en Europa, así como en Japón, donde su mejor CD de The Punkles 1998-2003 (2003), y el siguiente álbum, Pistol (2004), ambos entraron en el Top 50. Su último álbum for sale! (¡en venta!) fue lanzado en abril de 2006. Desde entonces no han aparecido en público. 

## Álbumes
- The Punkles (1998 - Wolverine Records) La portada es un homenaje al álbum Black and White de The Stranglers.
- ¡Punk! (2002 - Bitzcore) La portada es un homenaje al álbum de The Beatles ¡Ayuda! y el primer álbum de Sex Pistols.
- Beat The Punkles (Bitzcore 2002 - reedición del primer álbum) La portada es un homenaje al álbum de The Beatles A Hard Day's Night.
- 1998 - 2003 (Imperial / Teichiku Records) La portada es un homenaje a la famosa portada "Butcher" de Yesterday and Today (ayer y hoy) de The Beatles.
- Pistola (2004 Bitzcore & Imperial / Teichiku Records) La portada es un homenaje a Revolver de The Beatles.
- Punkles for Sale (2006 Punkles Records & Imperial / Teichiku Records) La portada es un homenaje a The Beatles Abbey Road.